# Sphaeriestes castaneus
Sphaeriestes castaneus är en skalbaggsart som först beskrevs av Georg Wolfgang Franz Panzer 1796.  Sphaeriestes castaneus ingår i släktet Sphaeriestes, och familjen trädbasbaggar. Arten är reproducerande i Sverige.